# فردریک دوپلاس
فردریک دوپلاس (انگلیسی: Frédéric Duplus؛ زادهٔ ۷ آوریل ۱۹۹۰) بازیکن فوتبال اهل فرانسه است.
از باشگاه‌هایی که در آن بازی کرده‌است می‌توان به باشگاه فوتبال ونس، باشگاه فوتبال گنگام، باشگاه فوتبال اود-هورلی لوون، باشگاه فوتبال زولته وارخم، باشگاه فوتبال سوشو، باشگاه فوتبال لانس، و باشگاه فوتبال رویال آنتورپ اشاره کرد.
وی همچنین در تیم‌های ملی فوتبال France national under-16 football team، زیر ۱۷ سال فرانسه، زیر ۱۸ سال فرانسه، زیر ۱۹ سال فرانسه، و زیر ۲۰ سال فرانسه بازی کرده‌است.